# Parlamentní volby v Arménii 1990
Parlamentní volby se konaly 20. května 1990, ale i 3. června a 15. července téhož roku. Komunisté smazali výsledky z těchto voleb, ale známe rozložení křesel. Vyhrála Komunistická strana Arménie s nadpolovičním počtem mandátů. Kromě Komunistické strany byli zvoleni nestraníci, ale většina se přidala do středové liberální Pan-arménské národní fronty. Volební účast dosáhla 60,2 %.

## Volební výsledky
| Strana                      | Počet hlasů | %     | Mandáty |
| --------------------------- | ----------- | ----- | ------- |
| Komunistická strana Arménie |             |       | 136     |
| Nestraníci                  |             |       | 123     |
| celkem                      | 1 286 464   | 100 % | 259     |